# Municipio de Kathio
El municipio de Kathio (en inglés: Kathio Township) es un municipio ubicado en el condado de Mille Lacs en el estado estadounidense de Minnesota. En el año 2010 tenía una población de 1627 habitantes y una densidad poblacional de 8,65 personas por km².

## Geografía
El municipio de Kathio se encuentra ubicado en las coordenadas 46°10′51″N 93°43′26″O / 46.18083, -93.72389. Según la Oficina del Censo de los Estados Unidos, el municipio tiene una superficie total de 188.02 km², de la cual 110,01 km² corresponden a tierra firme y (41,49 %) 78,01 km² es agua.

## Demografía
Según el censo de 2010, había 1627 personas residiendo en el municipio de Kathio. La densidad de población era de 8,65 hab./km². De los 1627 habitantes, el municipio de Kathio estaba compuesto por el 32,94 % blancos, el 0,55 % eran afroamericanos, el 62,69 % eran amerindios, el 0,31 % eran asiáticos, el 0,18 % eran de otras razas y el 3,32 % eran de una mezcla de razas. Del total de la población el 1,97 % eran hispanos o latinos de cualquier raza.